# Троил (философ)

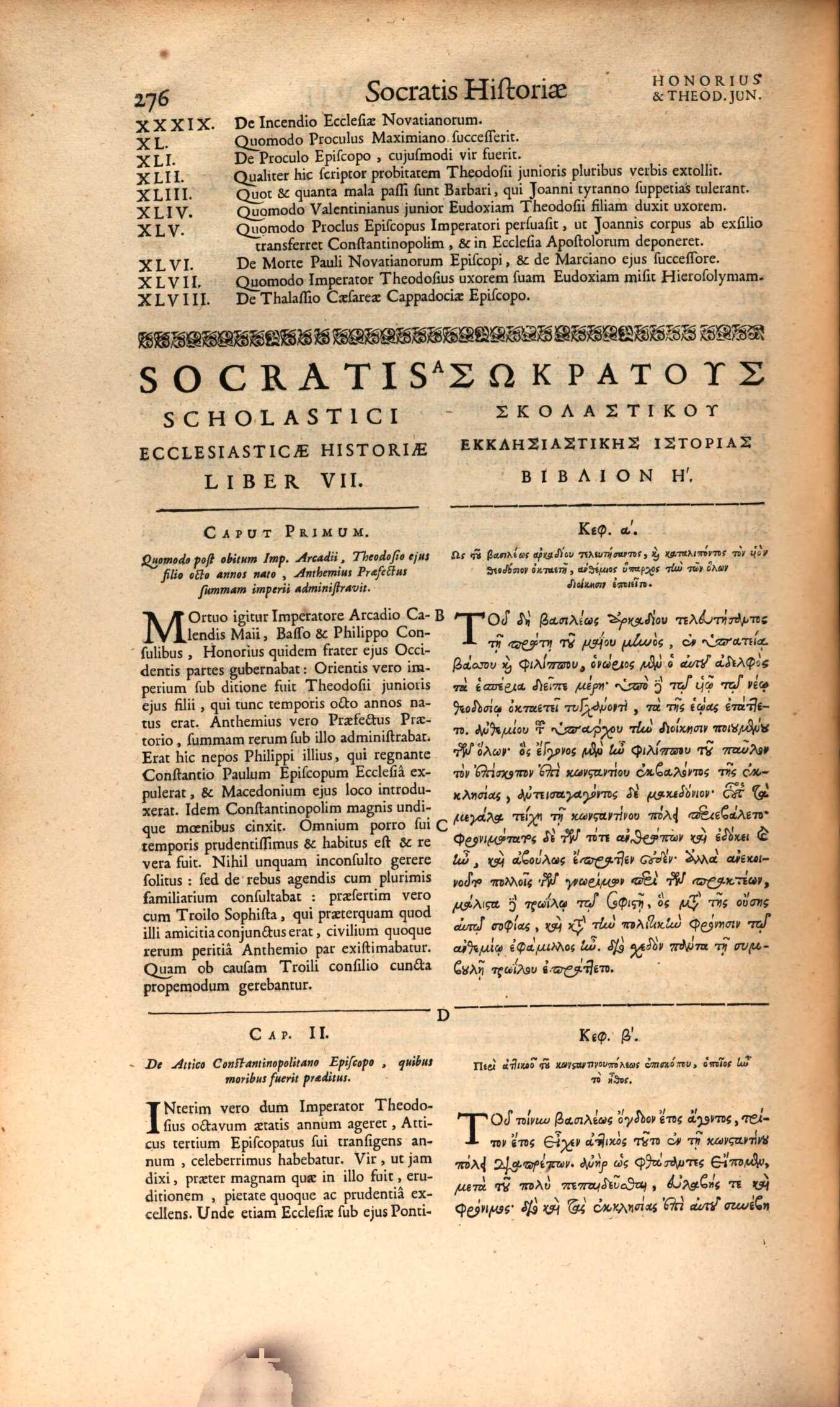
Сократ Схоластик, Церковная история, кн. VII, глава 1, в которой рассказывается о Троиле, и о его отношениях с Анфемием. Издание — Париж. 1686 год.

Трои́л (др.-греч. Τρωΐλος, Τρώϊλος; вторая половина IV века — первая половина V века) — выдающийся общественный деятель, философ, учитель софистики, писатель, политик.
Троил родился в Памфилии, в городе Сиде. Троил был родственником писателя и историка Филиппа Сидского. В конце IV или в начале V века Троил переехал в Константинополь. В столице Троил был авторитетнейшим философом и человеком, он возглавил школу софистки, у него учились многие известные люди. Регент и фактический правитель Восточной Римской империи префект Анфемий — человек умнейший, как пишет историк Сократ Схоластик, ничего не предпринимал необдуманно, но советовался особенно же с софистом Троилом, который, при своей мудрости, не уступал Анфемию и в знании дел общественных. По этой причине Анфемий почти во всем поступал по совету Троила. Учениками Троила являются: Евсевий Схоластик; ритор Аблавий, впоследствии епископ Никейско-новацианской Церкви и учившей в ней софистов; ритор Сильван, впоследствии епископ Филиппопольский, ещё позже епископ Троады.
В Суде сообщается о том, что Троил писал политические речи и письма, которые были изданы в 7 книгах. Ни одно из сочинений Троила не сохранилось.